# Personnalité autoritaire

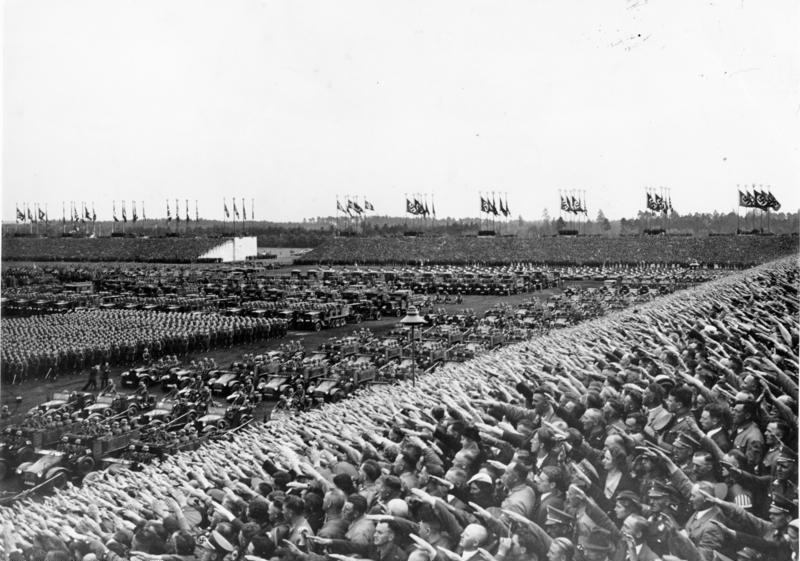
L'armée allemande sous l’influence nazie, saluant son chef Adolf Hitler par un salut fasciste (1936).

La personnalité autoritaire est une théorie de psychologie sociale et de science politique. D'abord développée par l'École de Francfort, ainsi que dans un ouvrage collectif publié en 1950 par l'American Jewish Committee sous la direction de Theodor W. Adorno, elle est reprise par des sociologues tels que Bob Altemeyer.

## Définitions

### Théodor Adorno
Selon Theodor W. Adorno, un certain nombre de traits de caractères, de valeurs et d'attitudes entraînent chez les personnalités autoritaires un penchant et des comportements fascistes, anti-démocratiques et intolérants aux minorités ethniques. Ces traits sont évalués dans une enquête par un système cohérent (structure de la personnalité) qui provient d'expériences caractéristiques de l'enfance et d'un schéma de fonctionnement interne, en particulier du rôle du père dans la famille européenne et plus généralement dans les sociétés traditionnelles (par opposition aux sociétés ouvertes).
Pour déterminer la personnalité autoritaire, Adorno définit une échelle du fascisme (échelle F), une échelle ethnocentrique (échelle E), et une échelle socio-économique (échelle ES) qui servent à sélectionner les opinions allant d'un extrême à l'autre, émises sur des questionnaires.
L'enquête cherche à démontrer que la personnalité autoritaire possède le sens de la hiérarchie et la culture du chef, qu'elle est rigide, conformiste, raciste et antisémite. Celle-ci a mis en évidence deux autres types qui sont proposés comme alternative : la personnalité démocratique et la personnalité révolutionnaire. 

### Bob Altemeyer
La personnalité autoritaire de droite a été définie par Bob Altemeyer comme raffinement des recherches de Theodor Adorno scientifiquement plus rigoureuses. 
L'échelle RWA (right-wing authoritarian) a été conçue pour mesurer l'autoritarisme en Amérique du Nord. Bob Altemeyer propose en 1981 le concept de personnalité autoritaire de droite par les trois caractéristiques suivantes :
1. un haut degré de soumission à l'autorité perçue comme établie et légitime.
2. une agressivité, dirigée contre diverses personnes, perçue comme sanctionnée par les autorités établies.
3. un conventionnalisme : degré élevé d'adhésion aux conventions sociales qui sont perçues comme approuvées par la société et ses autorités établies.

## L'échelle F
L'échelle F cible un profil de personnalité autoritaire et anti-démocratique qui rend une personne vulnérable à la propagande fasciste.
- « Conventionnalisme » : adhésion aux valeurs conventionnelles.
- « Soumission autoritaire » : tourné vers les figures d'autorité.
- « Agression autoritaire » : contre les personnes qui violent les valeurs conventionnelles.
- « Anti-intraception » : opposition à la subjectivité et à l'imagination.
- « Superstition et stéréotypie » : croyance au destin individuel ; une pensée en catégories rigides.
- « Puissance et endurance » : soucieux de soumission et de domination ; affirmation de force.
- « Destructivité et cynisme » : hostilité contre la nature humaine.
- « Projectivité » : perception du monde comme dangereux ; tendance à projeter des impulsions inconscientes.
- « Sexe » : trop préoccupé par les pratiques sexuelles modernes.

## Sources
1. ↑  Adorno, T. W., Frenkel-Brunswik, E., Levinson, D. J., & Sanford, R. N. The Authoritarian Personality. New York: Harper and Row. Copyright 1950 by The American Jewish Committee. Printed in the United States of America.
Voir aussi l'article du wikipédia anglophone sur cet ouvrage et Authoritarian personality pour les réactions et évaluations des thèses qui y sont développées.
2. ↑  (en) Amanda Taub, « The rise of American authoritarianism », sur Vox.com, 1er mars 2016 (consulté le 19 décembre 2016) : « A niche group of political scientists may have uncovered what's driving Donald Trump's ascent. What they found has implications that go well beyond 2016. »
3. ↑  Altemeyer (1996). The Authoritarian Specter, p. 6